# Episodi di Il commissario Köster (nona stagione)
La nona stagione della serie televisiva Il commissario Köster è stata trasmessa in prima visione negli Germania da ZDF dal 1 aprile 1985. 
| n. | Titolo originale         | Titolo italiano        | Prima TV Germania | Prima TV Italia |
| -- | ------------------------ | ---------------------- | ----------------- | --------------- |
| 1  | Eine Tote auf Safari     | Viaggio senza ritorno  | 04.01.1985        |                 |
| 2  | Der Selbstmord           | L'antagonista          | 01.02.1985        |                 |
| 3  | Flüstermord              | Tre testimoni          | 15.03.1985        |                 |
| 4  | Gemischtes Doppel        | Doppio misto           | 26.04.1985        |                 |
| 5  | Hals über Kopf           | Un insolito testamento | 31.05.1985        |                 |
| 6  | ...Tot ist tot           | Un morto vale l'altro  | 21.06.1985        |                 |
| 7  | Die Tote in der Sauna    | Una morta nella sauna  | 30.08.1985        |                 |
| 8  | Der Leibwächter          | La guardia del corpo   | 13.09.1985        |                 |
| 9  | Wiederholungstäter       | Il recidivo            | 11.10.1985        |                 |
| 10 | Der Sohn                 | Il figlio              | 08.11.1985        |                 |
| 11 | Die Angst des Apothekers | Una gita in motoscafo  | 06.12.1985        |                 |
| 12 | Tödlicher Bumerang       | Boomerang mortale      | 27.12.1985        |                 |

## Viaggio senza ritorno
- Titolo originale: Eine Tote auf Safari
- Diretto da: Günter Gräwert
- Scritto da: Bruno Hampel
- Interpreti: Siegfried Lowitz - Erwin Köster, Michael Ande - Heymann, Thomas Holtzmann - Arthur Hornung, Barbara Rudnik - Birgit Hornung, Rainer Hunold - Peter May, Diana Körner - Jutta Kaluweit

### Trama
Un amico di Heymann incontra una ragazza durante una partita al bowling. La ragazza gli ricorda una persona precedentemente incontrata durante una vacanza in Africa.

## L'antagonista
- Titolo originale: Der Selbstmord
- Diretto da: Günter Gräwert
- Scritto da: Leopold Ahlsen
- Interpreti: Siegfried Lowitz - Erwin Köster, Michael Ande - Heymann, Jan Hendriks - Martin Brenner, Charles Regnier - Kolmbühler, Ernst Schröder - Rödel, Wilfried Klaus - Oberbaurat Knapp, Hans-Dieter Asner - procuratore, Gert Burkard - maggiordomo, Claus Bantzer - organista

### Trama
Il commissario indaga sulla morte di un uomo trovato in una chiesa benedettina.

### Colonna sonora
- Remo Giazotto-Albinoni, Adagio in Sol minore

## Tre testimoni
- Titolo originale: Flüstermord
- Diretto da: Dietrich Haugk
- Scritto da: Bruno Hampel
- Interpreti: Siegfried Lowitz - Erwin Köster, Michael Ande - Gerd Heymann, Jan Hendriks - Martin Brenner, Uwe Friedrichsen - Heinz Fechner, Gert Günther Hoffmann - Dr. Hans Leonhard, Stefan Behrens - Arno Scholtis, Christiane Krüger - Anita Brück, Christine Wodetzky - Gertrud Brück, Paul Edwin Roth - Wolfgang Brück, Harald Leipnitz - Dr. Schwertfeger, Käte Jaenicke - Fanny Mosse, Walter Gross - Oskar Mosse, Eva Christian - Frau Leonhard, Inge Schmidt - nonna, Monika Jobst, Walter Riss, Lilly Berger, Alexander Malachowsky

### Trama
Il commissario indaga sulla morte di un uomo durante un incendio in un appartamento. Quattro amici stavano giocando a carte e sorpresi dall'incendio rimangono intrappolati, con uno di loro che morirà di infarto, lasciando un testamento.

### Colonna sonora
- April Stevens, Teach Me Tiger

## Doppio misto
- Titolo originale: Gemischtes Doppel
- Diretto da: Günter Gräwert
- Scritto da: Bruno Hampel
- Interpreti: Siegfried Lowitz - Erwin Köster, Michael Ande - Gerd Heymann, Jan Hendriks - Martin Brenner, Jan Meyer - Löwinger, Mijou Kovacs - Monika Holstein, Hans Dieter Zeidler - Markus Holstein, Monika Woytowicz - Renate Welbert, Jürgen Schmidt - Dr. Klaus Welbert, Kerstin Goosmann - Sabine Welbert, Peer Augustinski - Alexander Hubal, Tilly Lauenstein - Baronin Schwindt, Heide Ackermann - sorella Mathilde, Christine Neubauer - venditrice videocassette, Klaus Konczak - Ulf Söhmisch

### Trama
Il commissario indaga sulla morte di un uomo che doveva prendere parte ad una partita di tennis. Il cadavere viene trovato dalla fidanzata nell'appartamento dell'uomo.

## Un insolito testamento
- Titolo originale: Hals über Kopf
- Diretto da: Günter Gräwert
- Scritto da: Volker Vogeler
- Interpreti: Siegfried Lowitz - Erwin Köster, Michael Ande - Gerd Heymann, Jan Hendriks - Martin Brenner, Wolfgang Zerlett - Meyer Zwo, Karin Baal - Vera Dudek, Robert Atzorn - Erik Ingold, Gila von Weitershausen - Elvira Hahn, Ulli Kinalzik - Richi Schuster, Eva Krutina - Frau Lanske, Manfred Spies - Walter Dudek, Alf Marholm - Dr. Weingärtner, Klaus Abramowsky - Werner Pluch, Holger Petzold - Dr. Wegener, Mathias Eysen - Dr. Albert, Herbert Fux - Emil, Birte Berg, Eva Röder - infermiera, Ulf Söhmisch - medico legale

### Trama
Un motociclista fa visita a Vera Dudek e ruba denaro e chiavi di casa. Vera telefona al marito in ufficio che è assente e quindi manda il conoscente Erik Ingold alla loro casa. Il marito che era in casa viene ucciso da Erik.

## Un morto vale l'altro
- Titolo originale: ...Tot ist tot
- Diretto da: Günter Gräwert
- Scritto da: Volker Vogeler
- Interpreti: Siegfried Lowitz - Erwin Köster, Michael Ande - Gerd Heymann, Jan Hendriks - Martin Brenner, Wolfgang Zerlett - Meyer Zwo, Rita Russek - Helga Schlawe, Peter Bongartz - Dr. W. Schlawe, Agnes Fink - Josefa Burger, Jürgen Schmidt - Werner Petron, Günter Gräwert - Dr. Franke, Ulf Söhmisch - medico legale, Josef Thalmeier - dentista, Günter Geiermann, Wulf Schmid Noerr, Anton Feichtner

### Trama
Un uomo viene trovato morto in casa sua dalla colf. La persona è sposata ma separata. L'omicidio è avvenuto a seguito di un furto di un quadro. Si scoprirà che il morto aveva un fratello gemello.

## Una morta nella sauna
- Titolo originale: Die Tote in der Sauna
- Diretto da: Theodor Grädler
- Scritto da: Bruno Hampel
- Interpreti: Siegfried Lowitz - Erwin Köster, Michael Ande - Gerd Heymann, Jan Hendriks - Martin Brenner, Wolfgang Zerlett - Meyer Zwo, Heidelinde Weis - Ramona May, Michael Degen - Alfred Strehlow, Anja Jaenicke - Anke Strehlow, Lotte Ledl - Katja Strehlow, Hilde Volk - Frau Gruber, Dieter Eppler - Zeisinger, Doris Arden - Gudrun, Heide Ackermann - Frau Lindeck, Eva Röder - Müller, Sepp Wäsche - ferroviere, Jan Meyer - Löwinger, Wulf Schmid Noerr - medico legale

### Trama
Due genitori e figlia vivono in una casa con sauna. La coppia di genitori ha problemi coniugali. L'uomo ha una relazione con la segretaria aziendale, che poi scoprirà ella stessa di essere tradita dall'uomo, con una hostess.

## La guardia del corpo
- Titolo originale: Der Leibwächter
- Diretto da: Dietrich Haugk
- Scritto da: Volker Vogeler
- Interpreti: Siegfried Lowitz - Erwin Köster, Michael Ande - Heymann, Jan Hendriks - Martin Brenner, Wolfgang Zerlett - Meyer Zwo, Stefan Reck - Edward Berden, Peter Weiß - Sven Anselm, Christine Wodetzky - Elvira Berden, Gerd Baltus - Günther Berden, Charles M. Huber - Alf Muhat, Ron Williams - Paul Muhat, Katharina De Bruyn - Maria Anselm, Udo Thomer - Walter Anselm, Sibylla Meckel - Tina Anselm

### Trama
Il commissario indaga per un rapimento di due ragazzi, compagni inseparabili nella vita, filonipponici. Rapimento in realtà inscenato da loro due e poi aiutati da una loro guardia del corpo.

## Il recidivo
- Titolo originale: Wiederholungstäter
- Diretto da: Günter Gräwert
- Scritto da: Adolf Schröder, Günter Gräwert
- Interpreti: Siegfried Lowitz - Erwin Köster, Michael Ande - Heymann, Jan Hendriks - Martin Brenner, Jan Meyer - Löwinger, Richy Müller - Jurek Baumann, Daniela Dadieu - Andrea Desinee, Rolf Henniger - Desinee, Sonja Sutter - Elisabeth Hauser, Werner Kreindl - Herbert Hauser, Martin Semmelrogge - Paul Broschek, Hans-Dieter Asner - procuratore, Barbara Kutzer - infermiera, Mathias Eysen, Ulf Söhmisch

### Trama
Il commissario indaga su un tentativo di omicidio, una ragazza in un appartamento, apparentemente morta ma ancora viva. Il suo stesso aggressore avverte il commissario.

## Il figlio
- Titolo originale: Der Sohn
- Diretto da: Zbynek Brynych
- Scritto da: Volker Vogeler
- Interpreti: Siegfried Lowitz - Erwin Köster, Michael Ande - Heymann, Jan Hendriks - Martin Brenner, Wolfgang Zerlett - Meyer Zwo, Thomas Schücke - Peter Ferdi, Heinz Reincke - Albert Ferdi, Dieter Schidor - Hans Prosk, Dirk Galuba - Helmut Schüber, Peter von Strombeck - William, Ulli Kinalzik - Schusch Swoboda, Sabi Dorr - Gangster, Klaus Abramowsky - Hausmann, Hans-Dieter Asner - procuratore, Gert Burkard - avvocato, Werner Asam - guardia giurata, Siegurd Fitzek - guardia giurata, Mario Andersen - Gaby Herbst

### Trama
Il commissario indaga su una assalto ad un portavalori, sventato grazie ad una segnalazione. Uno dei componenti della banda è il figlio di un ex poliziotto.

## Una gita in motoscafo
- Titolo originale: Die Angst des Apothekers
- Diretto da: Günter Gräwert
- Scritto da: Bruno Hampel
- Interpreti: Siegfried Lowitz - Erwin Köster, Michael Ande - Heymann, Jan Hendriks - Martin Brenner, Wolfgang Zerlett - Meyer Zwo, Wolf Roth - Martin Spohn, Claudia Kment - Angela Spohn, Gerd Böckmann - Frank Zodek, Ingrid Hoffmann - Senta, Heidi Brühl - Anita Pfeiler, Til Erwig - Werner Beckart, Gerhard Olschewski - Johann F. Massmann, Erni Singerl - Frau Zillmeier, Otto Kurth, Jens Weisser, Günter Clemens - poliziotto

### Trama
Un farmacista viene ricattato da uno sconosciuto che gli chiede soldi per un presunto omicidio colposo durante una gita in motoscafo l'estate precedente in Spagna.

## Boomerang mortale
- Titolo originale: Tödlicher Bumerang
- Diretto da: Günter Gräwert
- Scritto da: Volker Vogeler
- Interpreti: Siegfried Lowitz - Erwin Köster, Michael Ande - Gerd Heymann, Jan Hendriks - Martin Brenner, Wolfgang Zerlett - Meyer Zwo, Jan Meyer - Löwinger, Eleonore Weisgerber - Karin Schaad, Katharina Matz - Anette Baldwin, Toni Berger - Bertold Bosch, Franziska Oehme - Berger, Hans Helmut Dickow - Walter Fleppe, Katharina De Bruyn - Marianne Perschau, Wilfried Klaus - Wolfgang Schaad, Frank Besold - Thomas Schaad, Georg Maier - Alwin Perschau, Michael Gahr - Herr Behringer, Evelyn Palek, Robert Jarczyk, Annette Kreft

### Trama
Un padre con il figlio gioca con un boomerang nei pressi di una cava. Nel recuperare il boomerang dopo un lancio, il bambino scopre un cadavere. 